# Gracia Olayo
Gracia Olayo Martínez (Madrid, 19 d'agost de 1957) és una actriu espanyola.

## Biografia
Sent hostessa de vol amb la companyia Iberia, a la fi dels anys vuitanta decideix abandonar aquesta activitat per a dedicar-se a la interpretació. S'integra en 1988 en el trio humorístic Las Veneno, en el qual continua 19 anys després com l'única representant de la formació inicial.
Amb Las Veneno aconsegueix alguns dels seus majors èxits professionals i des de 1996 comparteix escenaris amb la seva germana bessona Sole (Soledad Olayo) en convertir-se el trio en duo.
Paral·lelament s'ha anat forjant una sòlida carrera en solitari com a actriu de cinema i televisió. En la pantalla gran ha intervingut entre d'altres, en els següents títols: Historias de la puta mili (1994), El efecto mariposa (1995), de Fernando Colomo, Perdona bonita, pero Lucas me quería a mí (1997), de Félix Sabroso, Los novios búlgaros (2004), d'Eloy de la Iglesia, així com a algunes pel·lícules d'Álex de la Iglesia, com 800 balas (2002), Crimen ferpecto (2004) o Balada triste de trompeta (2010).
A televisió destaca la seva participació a la sèrie Mujeres (2006), protagonitzada per Chiqui Fernández i pel que va ser guardonada com millor actriu de repartiment en TV per la Unión de Actores y Actrices.
En 2008 s'integra en el repartiment de la fallida sèrie Viva Luisa, de Telemadrid. Aquest mateix any va intervenir en l'obra de teatre Silencio, vivimos, adaptació de la sèrie de televisió d'Adolfo Marsillach, aconseguint una nova candidatura als premis de la Unión de Actores, en aquest cas en la categoria de millor actriu de repartiment de teatre.
En la temporada 2008-2009 va participar en la sèrie Plutón B.R.B. Nero, dirigida per Álex de la Iglesia, i emesa per La 2 de TVE, interpretant Merche, l'esposa del Capitán Valladares (Antonio Gil).
En 2009 va tornar al teatre per a intervenir en el muntatge de l'obra Toc Toc, al costat de Nicolás Dueñas i Daniel Muriel. Dos anys després forma part de l'elenc principal de l'obra d'Aristòfanes, Les assembleistes, estrenada en el Festival de Mèrida.
Entre 2010 i 2012 va interpretar al personatge de Rosa Ruano a la sèrie Los protegidos, d'Antena 3.
El 2013 va interpretar al personaje de Mamen a la sèrie Con el culo al aire, d'Antena 3. Un any més tard torna als escenaris amb l'obra La llamada dirigida per Javier Calvo i Javier Ambrossi.
En 2014 forma part del repartiment de Musarañas, pel·lícula dirigida per Juanfer Andrés i Esteban Roel. El 2015 forma part del repartiment de la pel·lícula Ahora o nunca.
A més, en 2016 va intervenir com a entrevistada al documental No es cosa de risa, un compendi d'entrevistes sobre les interioritats de l'espectacle. També va abandonar La llamada, després de quatre temporades. Participà en teatre amb l'obra "Las Cervantas", va rodar la pel·lícula La llamada basada en el musical i va treballar a la sèrie La sonata del silencio. Va participar en la sèrie Paquita Salas, tant a la seva primera temporada en la plataforma Flooxer como en la tercera, a Netflix.
El 2017 es va estrenar La llamada, on va realitzar el paper de sor Bernarda de los Arcos. En 2018 va rodar la primera temporada d' Hospital Valle Norte, sèrie que s'estrenarà en 2019 en TVE i en la qual dona vida a Rosa. A l'abril de 2019 es va estrenar la pel·lícula Lo dejo cuando quiera, on interpreta a la mare d'Eligio.

## Premis i nominacions
Premis Feroz
| Any  | Categoria                    | Pel·lícula | Resultat |
| ---- | ---------------------------- | ---------- | -------- |
| 2017 | Millor actriu de repartiment | La llamada | Nominada |